# Palazzo Nasi
Palazzo Nasi, o Torrigiani Nasi, è un edificio storico del centro di Firenze, situato in Oltrarno, in piazza dei Mozzi 4. 
Il palazzo appare nell'elenco redatto nel 1901 dalla Direzione Generale delle Antichità e Belle Arti, quale edificio monumentale da considerare patrimonio artistico nazionale, ed è tutelato da vincolo architettonico dal 1914.

## Storia
Anticamente si trovavano in questa zona varie case di proprietà dei Bardi, dei Benci, dei Banchi e dei Nasi che, acquistate tra il 1460 e il 1469 da quest'ultima famiglia, furono riunificate in un'unica casa grande. Alla storia di questa antica proprietà è legata parte della fortuna ottocentesca dell'edificio, che sovente ricorda come in questa casa "per istigazione del duca Alessandro, Niccolò Nasi dette una festa da ballo per attirarvi la Luisa Strozzi, moglie di Luigi Capponi, della quale meditavasi il disonore". Il 24 ottobre 1529 durante l'assedio di Firenze, trovarono rifugio ospitale in questo palazzo i religiosi dell'Ordine di Santa Brigida, fuggiti dal loro convento del Paradiso al Bandino.

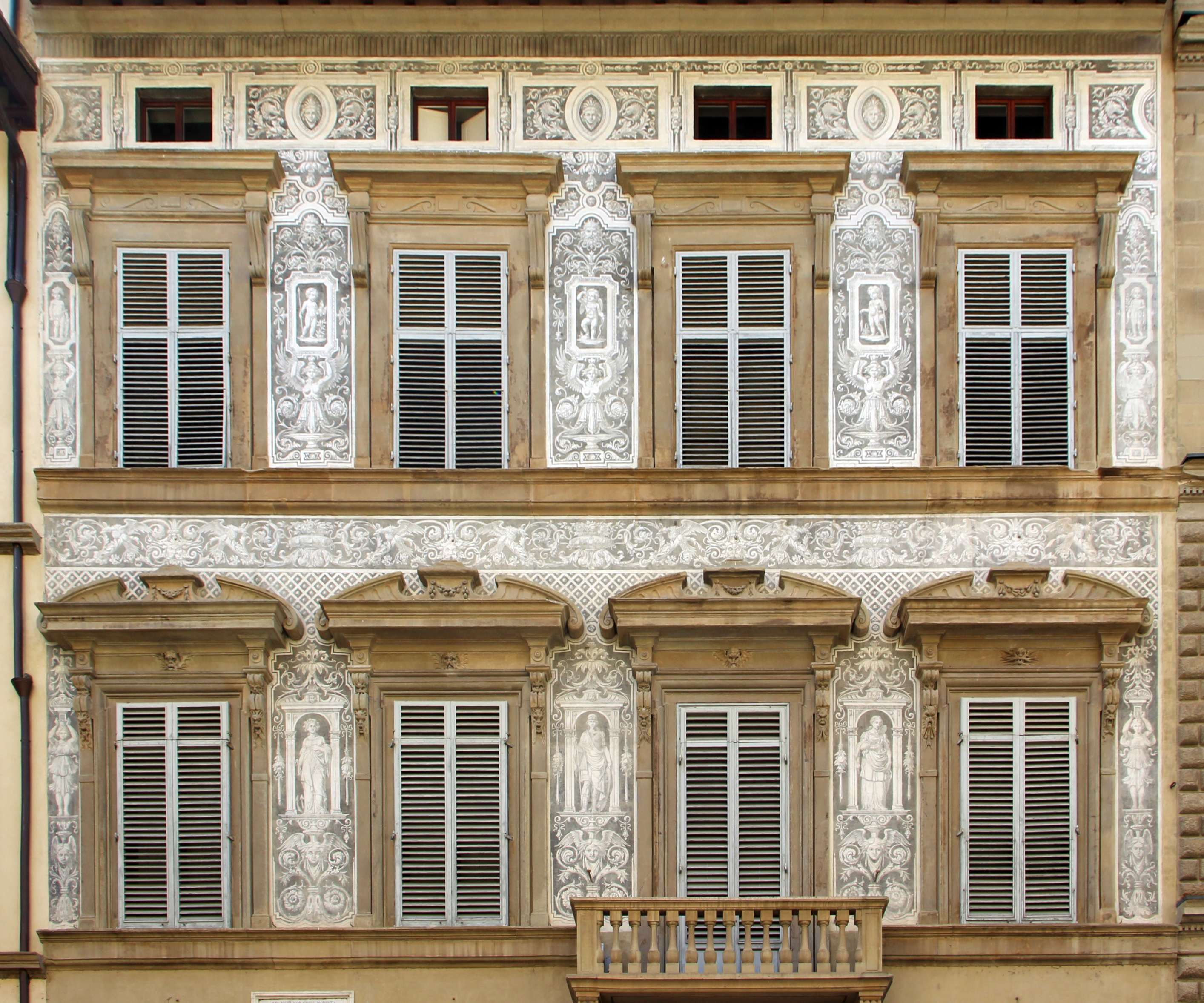
I graffiti

Per quanto concerne invece l'architettura, nel tracciare la genesi della fabbrica, la letteratura a lungo si è affidata alla testimonianza di Giorgio Vasari, indicando il cantiere come avviato nei primi decenni del Cinquecento sotto la direzione di Baccio d'Agnolo, quindi terminato da suo figlio Domenico con l'inserimento di un terrazzino. La vicinanza di questo con l'altro palazzo adiacente ugualmente dei Nasi e nel 1552 venduto ai Del Nero (numero civico 5), può tuttavia aver ingenerato una certa confusione e fatto sì che le distinte storie degli edifici si siano confuse. Altri, come il Cinelli (1677), riferiscono infatti l'opera a un altro figlio di Baccio, Filippo. 
È comunque tra Cinquecento e Seicento che questo edificio - nel frattempo passato agli Scarlatti - venne interessato da un ulteriore intervento riconducibile ad Alfonso Parigi il Giovane: in quell'occasione furono ammodernati, oltre alla facciata, il cortile e gli ambienti interni. Per quanto siano ricondotti a questi anni anche i graffiti che caratterizzano fortemente l'edificio, questi in realtà sembrano mostrare caratteristiche stilistiche e tecniche esecutive più plausibili con una datazione tardo ottocentesca. 
"Siamo di fronte a uno dei prospetti più ricchi, più decorati e opulenti che Firenze abbia creato in questo periodo. E non a caso si tratta di un prospetto dovuto a un grande scenografo creatore di giardini e di effetti teatrali... Le finestre, sia del terreno che del primo piano, presentano una ricchezza di motivi e una fantasia pienamente barocca, anche se risentono di idee già espresse dal Buontalenti e da altri architetti della fine del XVI secolo" (Mario Bucci 1973). Walther Limburger (1910) avvicina l'opera all'Ammannati e, al proposito, così commenta Mazzino Fossi (1968): "L'opera è senz'altro da porsi nella cerchia dell'Ammannati ma da attribuirsi ad un autore che è stato vicino anche al Buontalenti; il nome di Alfonso Parigi (il Giovane, morto nel 1658) è accettabile; infatti il palazzo anche se ha tutti i caratteri per essere datato alla seconda metà del XVI secolo è più giusto porlo alla prima metà del XVII secolo". 
Acquistato in seguito dai Torrigiani (proprietari dell'immobile fino al 1960), al fine di ampliare gli ambienti del palazzo contiguo a questo, l'edificio venne soprelevato di un piano nell'Ottocento e arricchito di un mezzanino tra il terreno e il primo livello sul lato del cortile.

## Descrizione

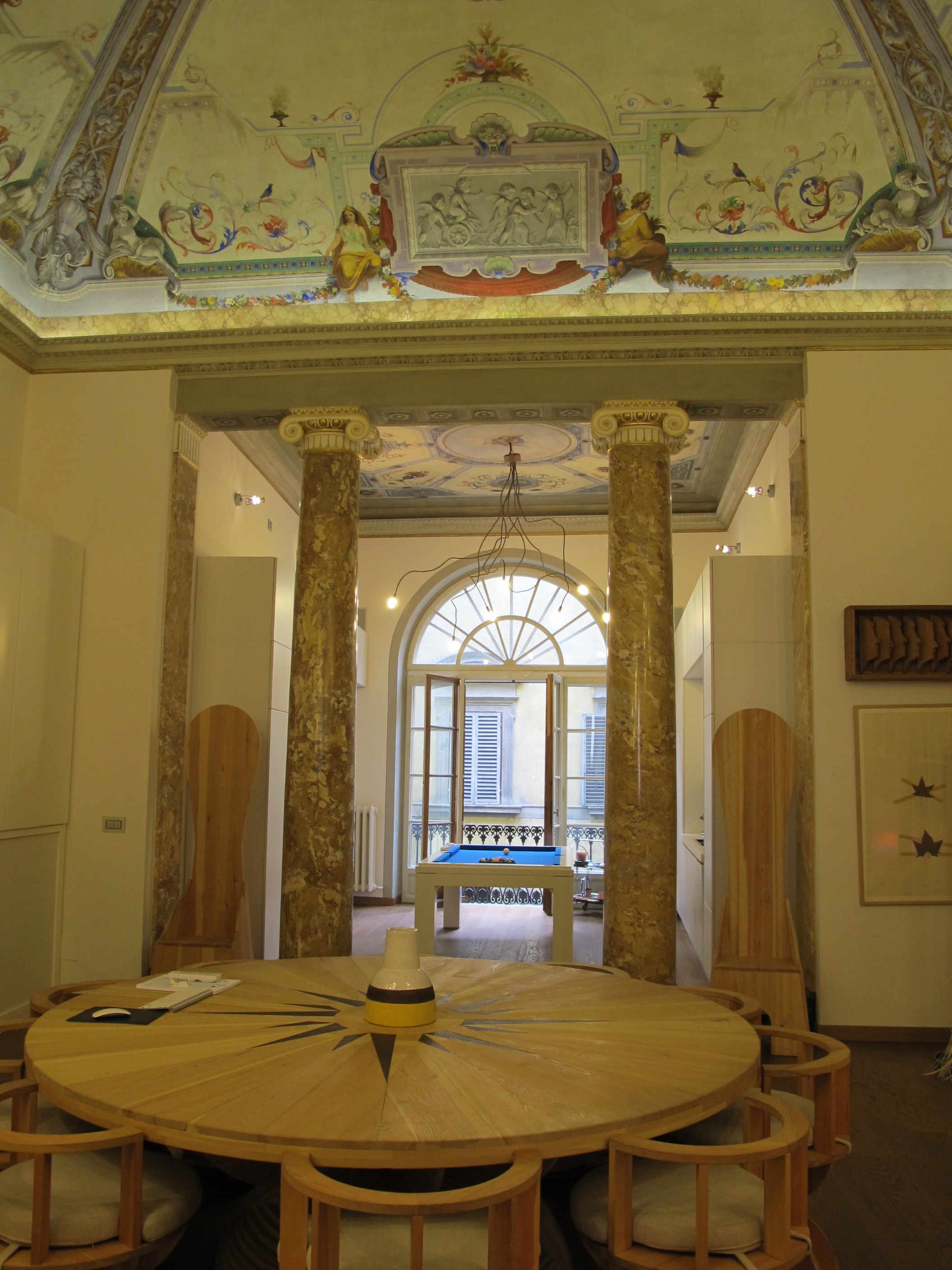
Sala delle Quattro stagioni

La facciata è organizzata su tre piani con un ulteriore volume in soprelevazione e si sviluppa su quattro assi. Il terzo asse è segnato dal portone sormontato da un balcone (che appare quindi decentrato, a documentare il vincolo imposto dalle preesistenze), ai lati del quale si dispongono finestre con trabeazione su mensole. Mascheroni e altri motivi di ispirazione buontalentiana completano con i graffiti - come già abbiamo detto di incerta datazione - la decorazione del fronte. Tra di essi si riconoscono le tre Virtù Teologali tra le finestre centrali, e alle estremità delle cariatidi. 
Il cortile interno ha un portico con arcate oggi tamponate, sopra le quali si aprono finestre simili a quelle di facciata. 
Negli interni (ora divisi in varie unità immobiliari alienate a diversi soggetti) la letteratura segnala alcune stanze con pregevoli decorazioni sette e ottocentesche, con un interessante Ciclo delle Stagioni, con raffigurazioni a monocromo di putti impegnati nelle varie attività agricole di ciascun periodo dell'anno. In una stanza al secondo piano sono poi dipinti a trompe-l'oeil con vedute dell'Arno. 
Sulla facciata è una memoria datata al 1871 che ricorda il marchese Carlo Torrigiani, fondatore della scuola di San Niccolò e benefattore di altri istituti. 
| QUI VISSE CON CIVILE MODESTIA IL MARCHESE CARLO TORRIGIANI PARCO A SE GENEROSO AI POVERI DI OGNI UTILE ISTITUTO SOLLECITO PROMOTORE CHE ALLA ISTRUZIONE POPOLARE GIOVÒ COGLI SCRITTI E COLL'OPERE E LE SCUOLE DI S. NICCOLÒ E DEL COMUNE ORDINÒ E DIRESSE CON DILIGENZA ASSIDUA E FRVTTVOSA ALLA MEMORIA DEL CITTADINO BENEMERITO IL MUNICIPIO ANNUENTE AL VI DICEMBRE MDCCCLXXI |

## Bibliografia

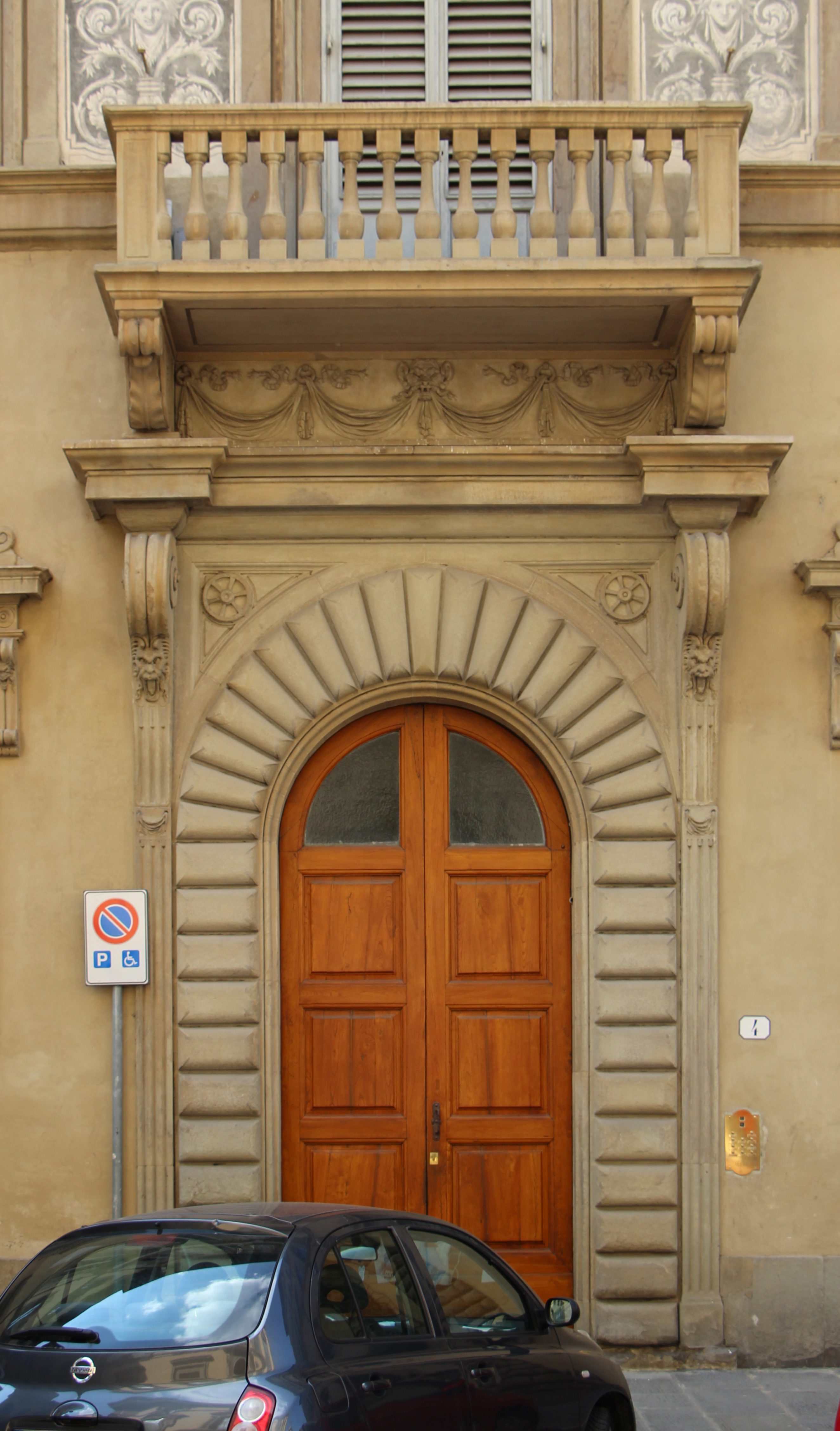
Portale principale e terrazzo

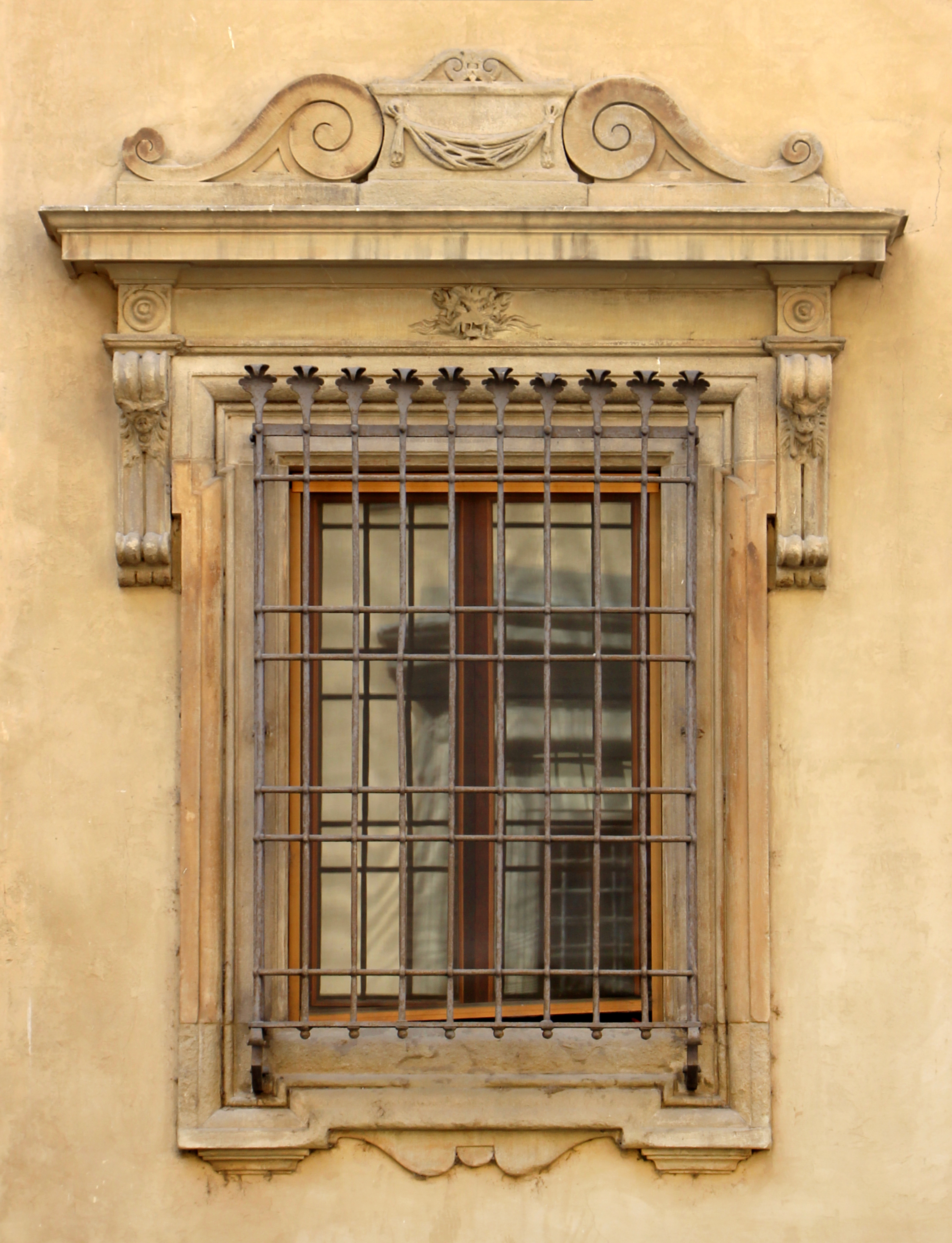
Finestra al piano terra

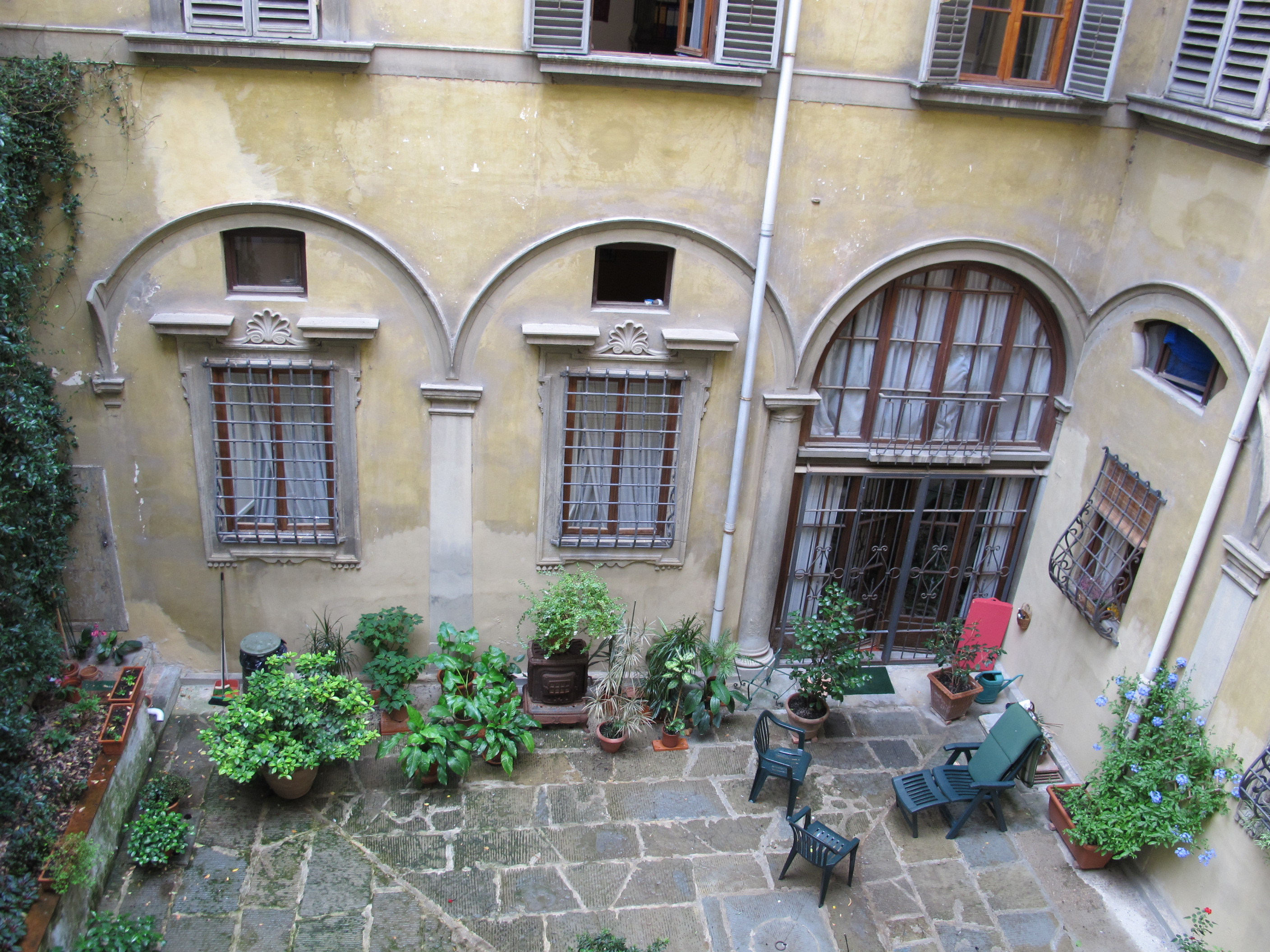
Il cortile interno